# PSR B1257+12B
PSR B1257+12B (catalogato, secondo le convenzioni della nomenclatura planetaria, anche come PSR B1257+12 c), o Poltergeist, è un pianeta extrasolare orbitante attorno alla pulsar PSR B1257+12, situata nella costellazione della Vergine a 980 anni luce di distanza dalla Terra. È il secondo pianeta del sistema ed orbita ad una distanza di sole 0,36 UA con un periodo orbitale di 66 giorni. Ha una massa di circa quattro volte quella terrestre. Siccome i pianeti B e C hanno orbite piuttosto ravvicinate, esse si perturbano a vicenda. Queste perturbazioni fornirono la conferma dell'esistenza dei pianeti e permisero di calcolare la loro massa e l'inclinazione.